# Romina Contiero
Romina Contiero (nascida em 1983) conhecida como Tata Golosa é uma cantora Italiana e dançarina profissional. Seus produtores são Antonello Righi e Daniele Filippone.
Ele ficou famosa com o videoclipe Micromania em2007, tornando-se bastante popular no Brasil, Portugal  e tornou-se um forte candidato a som do verão na Espanha.
Tata Golosa tem diploma em dança, ensina jazz dance e é co-fundadora de três escolas de dança em Milão.

## Discografia
- 2014: Busca Busca (single)
- 2009: Fotonovela (álbum)
- 2008: La Pastilla (single)
- 2008: Micromania (single)
- 2007: Micromania (Los micrófonos) (videoclipe)